# Danylo Muraško
Danylo Hennadijovyč Muraško (in ucraino Данило Геннадійович Мурашко?; Nižyn, 10 agosto 1998 – Šabel'kivka, 27 gennaio 2023) è stato un aviatore e militare ucraino e pluridecorato pilota di Su-25 durante il conflitto con la Russia.
Capitano dell'Aeronautica militare delle ZSU con al suo attivo 141 sortite effettuate durante l'invasione dell'Ucraina, insignito delle massime onorificenze del suo Paese, fu promosso postumo al grado superiore di maggiore.

## Biografia
Durante l'invasione russa dell'Ucraina Muraško compì 141 missioni di combattimento, distinguendosi nella distruzione di circa 70 veicoli corazzati, più di 80 veicoli a motore, circa 30 autocisterne di carburante e lubrificanti e circa 600 membri delle forze occupanti.
Colpito da un caccia russo al di fuori del paesino di Šabel'kivka (distretto di Kramators'k, regione di Donec'k) durante l'esecuzione di una missione di combattimento in coppia con un altro velivolo, indirizzò il proprio aereo, che stava cadendo sulle abitazioni del luogo, in modo da allontanarlo dalle case, senza riuscire però ad eiettarsi in sicurezza mentre perdeva di quota, salvando così decine di vite di civili innocenti. Muraško aveva solo 24 anni.
Muraško fu promosso postumo al grado superiore di maggiore; le esequie solenni vennero celebrate presso la chiesa di Ognissanti di Nižyn e la sua salma tumulata nel locale cimitero di Hun'ky.
Successivamente il presidente Volodymyr Zelens'kyj insignì Muraško del titolo di Eroe dell'Ucraina e del titolo di cavaliere dell'Ordine della Stella d'Oro alla memoria.

## Promozioni
- primo tenente (dal 08/08/2022)
- capitano (al momento della morte il 27/01/2023)
- maggiore (postumo)